# Euplexia lucipara
Euplexia lucipara là một loài bướm đêm trong họ Noctuidae.

## Hình ảnh

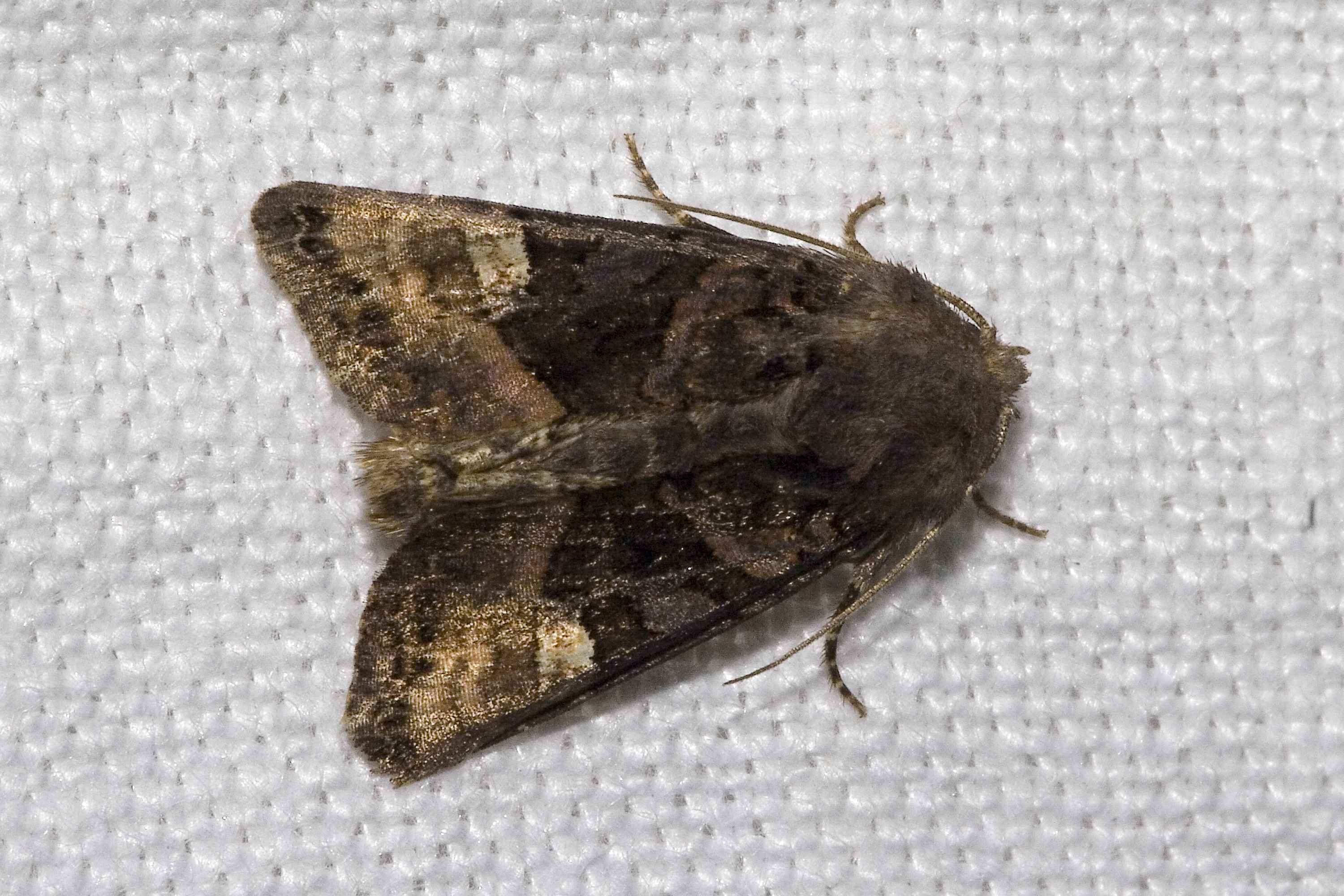
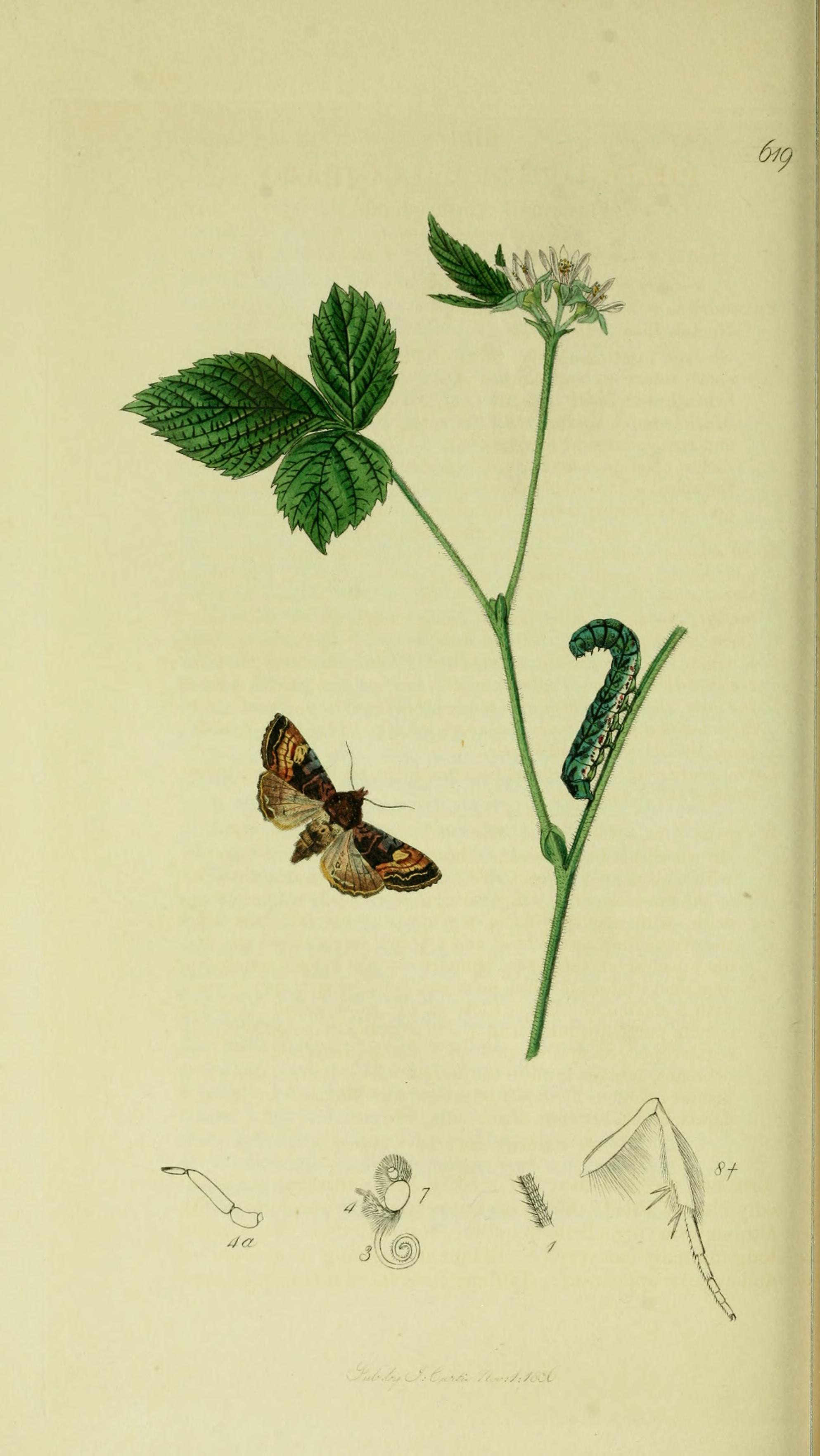
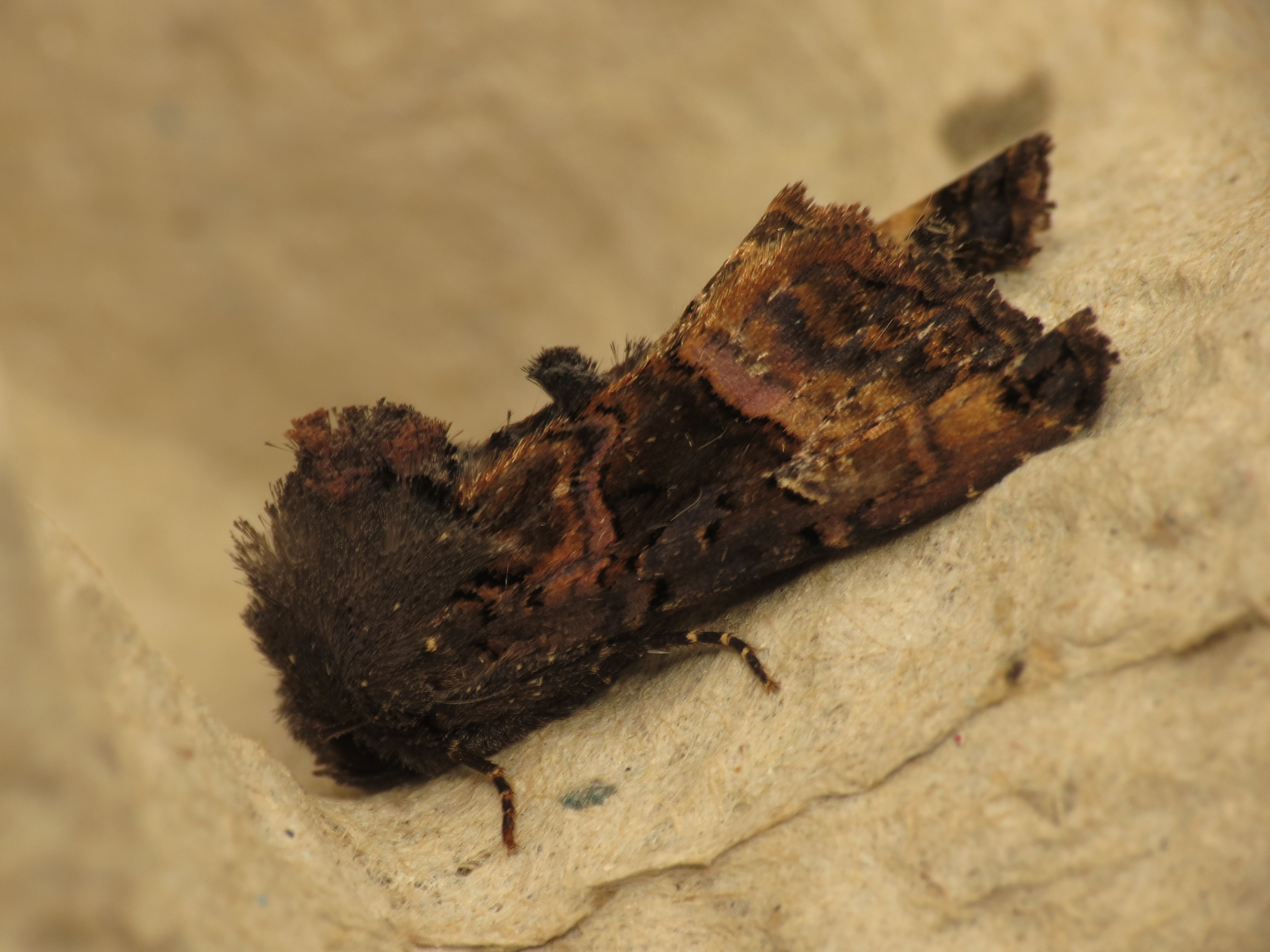
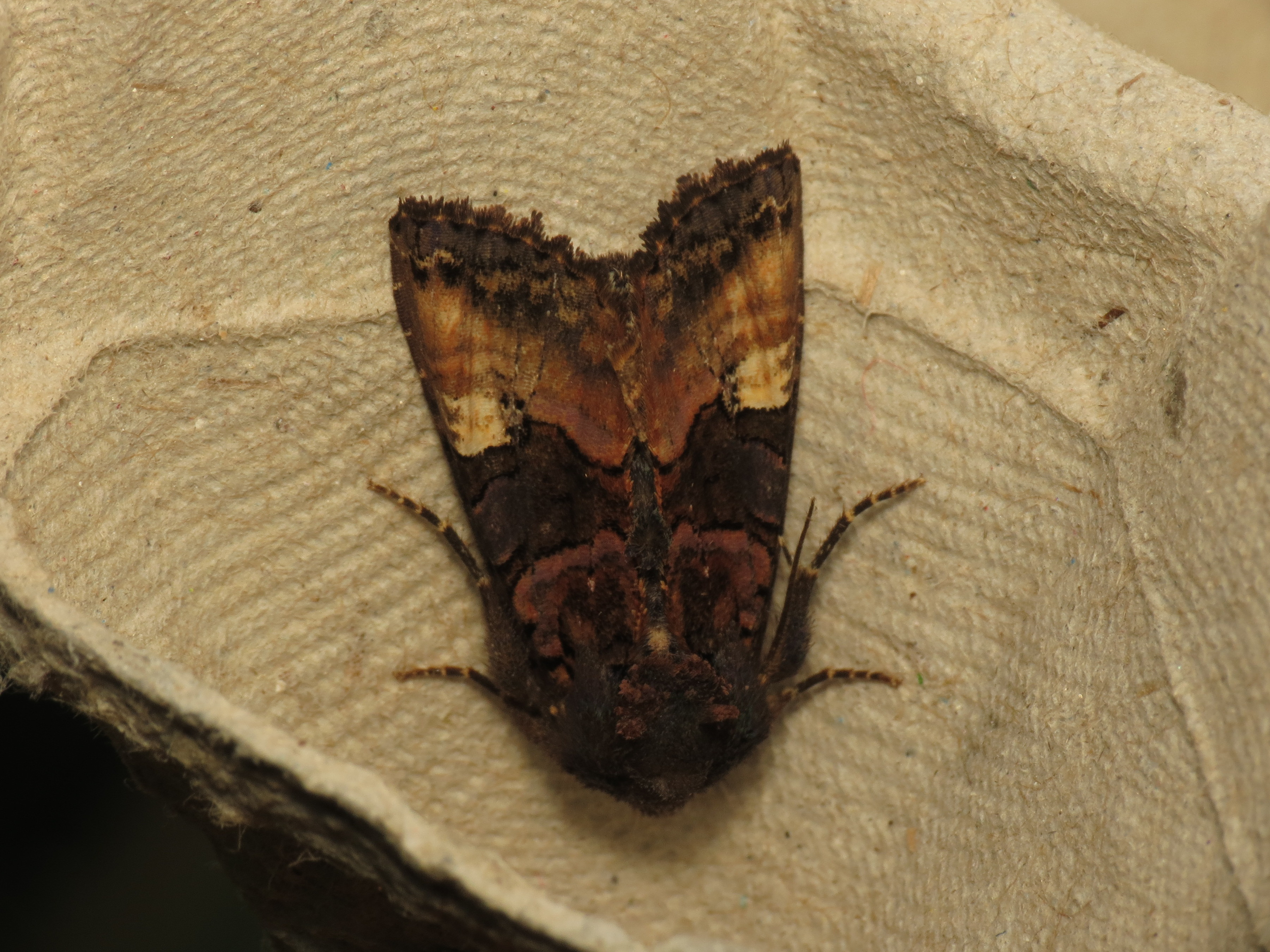